# Hinrich Brummer

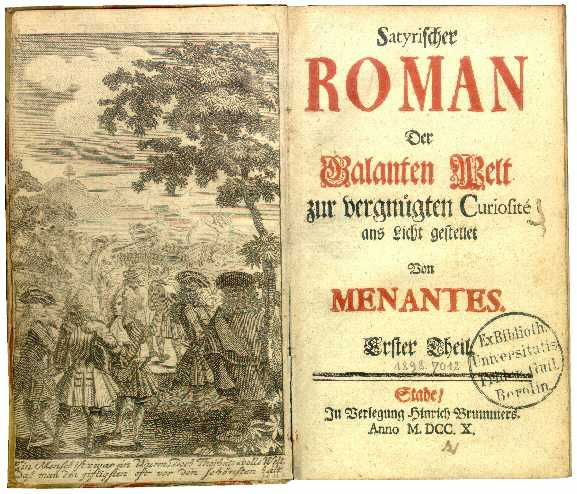
Titelseite: Hunold, Christian Friedrich = Menantes, Satyrischer Roman, 1-2 (Stade: H. Brummer, 1710).

Hinrich Brummer war im frühen 18. Jahrhundert Buchbinder und im Herzogtum Bremen und Verden privilegierter Buchhändler und Verleger mit Geschäft in Stade.
Brummer verlegte als Buchhändler mit guten Beziehungen zum benachbarten Hamburg unter anderem die Operntexte Barthold Feinds und Christian Friedrich Hunolds Satyrischen Roman in der zweiten Fassung von 1710.
Einen Besuch in Brummers Buchhandlung notiert Herrn Zacharias Conrad von Uffenbach merckwürdige Reisen, 2 (Frankfurt/Leipzig, 1753), p.147:
„Den 13. [März 1710] Morgens giengen wir in den Buchladen Heinrich Brummers, welcher ob er wohl nur ein Buchbinder ist, so hat er sich doch, nachdem er ein Privilegium im Herzogthum Bremen und Verden, den Buchhandel allein zu treiben, bekommen hat, zimlich wiewohl mit lauter neuen Büchern verlegt. Er ist ansonsten ein artiger Mann, und gab uns von einigen Gelehrten allhier gute Nachricht. Als ich ihm nach dem alten Herrn von Stade, und seinem Werke von Ottfrido fragte, sagte er, daß er das Specimen zwar gedruckt, allein das Werck selbst, weil es über sechs Alphabet [„Sechs Alphabet“ sind 6 × 23 = 138 Druckbögen] starck werden sollte, traue er sich nicht zu übernehmen, aus Besorge, daß es ihm nicht abgehen, und er Schaden leiden möchte.“
| Personendaten    | Personendaten                                  |
| ---------------- | ---------------------------------------------- |
| NAME             | Brummer, Hinrich                               |
| KURZBESCHREIBUNG | deutscher Buchbinder, Buchhändler und Verleger |
| GEBURTSDATUM     | 17. Jahrhundert                                |
| STERBEDATUM      | 18. Jahrhundert                                |